# Gilles Simeoni
Pour les articles homonymes, voir Simeoni.
Gilles Simeoni, né le 20 avril 1967 à Bastia (Haute-Corse), est un avocat et homme politique français.
Membre du parti autonomiste corse Femu a Corsica, il est maire de Bastia de 2014 à 2016 et président du conseil exécutif de Corse depuis 2015.
Outre ses fonctions électives, il a notamment été l'avocat de l'indépendantiste corse Yvan Colonna, définitivement condamné en 2012 pour l'assassinat du préfet Claude Érignac.

## Biographie

### Famille et études
Il est le fils d'Edmond Simeoni et le neveu de l'ex-député européen Max Simeoni et de Roland Simeoni. Sa mère Lucie est d'origine alsacienne et polonaise. Il a un frère, Marc. Le député Jean-Félix Acquaviva est son cousin.
Il est titulaire d'une maitrise de droit et d'un doctorat de science politique sur le sujet des « incidences de l'élargissement de la CEE à l'Espagne et au Portugal sur les engagements communautaires en Méditerranée », ,, obtenus à l'issue de ses études effectuées à l'université de Corse et à Aix-en-Provence.
Il a trois enfants et se décrit comme croyant non pratiquant.

### Carrière d'avocat
Il prête serment le 27 octobre 1994 au barreau de Bastia et devient un des avocats pénalistes les plus reconnus de Corse.
Il est un des conseils emblématiques d'Yvan Colonna et fait partie des 30 avocats les plus puissants de France pour l'année 2010 selon le magazine GQ.
À la suite de sa victoire aux élections municipales de 2014, il décide de mettre sa carrière entre parenthèses.

## Parcours politique

### Débuts en politique
Sa carrière politique commence à l'université de Corse où il est un membre actif des syndicats étudiants, avant d'entrer en 2001 dans l'arène politique à l'occasion des élections municipales bastiaises où il soutient la candidature de Marie-Jean Vinciguerra avec le mouvement qu'il dirige à l'époque, A Mossa Naziunale.
Il est en 2003 militant à la Ligue des droits de l'homme.
En 2007, Gilles Simeoni se déclare candidat à l'élection législative dans la 2e circonscription de la Haute-Corse comprenant Lozzi, le village d'origine de la famille Simeoni. Il rassemble à l'issue du premier tour 13,5 % des suffrages exprimés, résultat qui ne lui permet pas d'accéder au second tour car il ne dépasse pas le seuil des 12,5 % des inscrits (8,8 %) mais demeure le moment révélateur de son engagement politique, il évoque l'expression de « point de bascule » pour désigner l'importance de cette campagne dans sa vie.

### Élections municipales de 2008
Un an après, Gilles Simeoni réalise son premier coup politique en se plaçant en deuxième position à l'issue du premier tour des élections municipales avec 14,91 % des voix soit près de cinq points de plus de ce que les sondages lui attribuaient en termes d'intentions de vote,. Au second tour, il voit ce résultat amplifié en remportant 25 % des suffrages exprimés. Grâce à ce résultat, il devient le chef de l'opposition au sein du conseil municipal de Bastia.

### Élections territoriales de 2010 et membre de l'Assemblée de Corse
Aux élections territoriales de mars 2010, la liste Femu a Corsica qu'il conduit avec Jean-Christophe Angelini obtient au premier tour le score de 18,40 % ; au second tour, elle recueille 25,89 % des voix ce qui lui permet d'obtenir 11 élus à l'Assemblée de Corse. L'absence de majorité absolue pour la liste de gauche menée par Paul Giacobbi amène le mouvement nationaliste à pratiquer la politique de la main tendue envers le nouveau président du conseil exécutif. Cette initiative est restée lettre morte en raison des grandes dissensions idéologiques traversant la majorité de gauche entre républicains et autonomistes mais elle n'a pas empêché Paul Giacobbi de reprendre ces thèmes à son compte et de les porter au cœur du débat public. Cette situation aboutit à des consensus larges sur des thèmes historiquement portés par les nationalistes mais aussi à une rivalité naissante entre les deux hommes. Gilles Simeoni lui reproche notamment certaines pratiques politiques assimilables à une forme de clientélisme électoral qu'il décrit à travers la notion de « système » et en utilisant la métaphore de Janus pour décrire l'ambivalence de sa méthode de gouvernance.

### Élections législatives de 2012
Lors des élections législatives de 2012, Gilles Simeoni se présente cette fois-ci dans la 1re circonscription de la Haute-Corse englobant notamment le Grand Bastia et le Cap Corse. La participation à ces élections a pour but de consolider l'assise électorale de son mouvement en vue des élections municipales de 2014. Au niveau de la circonscription, elles sont une réussite pour le candidat de Femu a Corsica qui se positionne juste derrière le député UMP sortant arrivé en tête et surtout devant Jean Zuccarelli au soir du premier tour. Il conserve cette position au soir du second tour en dépit de reports de voix moins favorables que ceux du candidat PRG. À l'échelle municipale, ces élections sont concluantes pour le mouvement de Gilles Simeoni sur la Ville de Bastia avec un apport de 1 000 suffrages supplémentaires par rapport au second tour des élections territoriales de 2010 et un recul de près de 250 suffrages pour le PRG. Elles confirment ainsi une réduction de l'écart entre les deux mouvements et semblent accréditer l'hypothèse d'une éventuelle victoire de Gilles Simeoni aux municipales de 2014.

### Élections municipales de 2014 et maire de Bastia
Aux élections municipales de mars 2014, la liste qu'il conduit, Inseme per Bastia, obtient au premier tour le score de 32,34 %. Au second tour, sa liste d'alliance avec le dissident PRG François Tatti et l'UMP Jean-Louis Milani, conclue autour d'un contrat de mandature recueille 55,40 % des voix. Le 5 avril suivant, il devient ainsi le premier maire nationaliste de Bastia, mettant fin à la gouvernance PRG-PCF régnant sur la ville depuis 1968,. Ce résultat est le fruit d'une nouvelle approche de la stratégie électorale du mouvement nationaliste, dont Gilles Simeoni est l'un de ses principaux artisans, privilégiant des alliances pragmatiques permettant de positionner ses principes au centre de l'agenda politique.
Il démissionne de son mandat de maire à la suite de son élection de président du conseil exécutif de Corse et donc à l'impossibilité de cumuler 2 mandats exécutifs.

### Élections départementales de 2015
À l'occasion des élections départementales de mars 2015, l'alliance municipale bastiaise présente des binômes dans les quatre cantons situés en partie ou bien exclusivement sur la commune de Bastia. L’élection de trois binômes sur quatre s'avèrent être la confirmation du succès de la stratégie de Gilles Simeoni. Néanmoins, au soir du second tour, son allié François Tatti, avec qui certaines dissensions étaient apparues publiquement, se rend au siège du Conseil départemental célébrer la victoire de François Orlandi, allié de Paul Giacobbi.
Cet événement cause d'importants troubles au sein de la majorité municipale qui incitent Gilles Simeoni, Jean-Louis Milani et Emmanuelle de Gentili - pourtant colistière de François Tatti un an plus tôt - à « tirer les conséquences » du comportement de François Tatti en allant même jusqu'à demander publiquement sa démission de la présidence de la Communauté d'agglomération au plus fort de la crise avec l'ensemble des maires des communes membres de l'intercommunalité.
Ce litige semble marquer le coup d'envoi de la campagne des élections territoriales de décembre 2015 où vont s'affronter Paul Giacobbi — dont François Tatti semble s'être considérablement rapproché — et Gilles Simeoni.

### Présidence du conseil exécutif de Corse

#### Élections territoriales de 2015
À l'issue du premier tour des élections territoriales le 6 décembre 2015, la liste menée par Gilles Simeoni se place en deuxième position avec 17,62 % des voix, juste derrière celle du président sortant du conseil exécutif, le radical de gauche Paul Giacobbi, qui totalise 18,42 %.
Les listes menées par Gilles Simeoni et Jean-Guy Talamoni décident de fusionner pour se présenter au second tour le 13 décembre. À l'issue de celui-ci la liste unie totalise 35,34 % des voix, devançant ainsi celle de Paul Giacobbi qui n'obtient que 28,49 %, ce qui lui donne une majorité relative de 24 membres sur 51.
Le 17 décembre suivant, il est élu au 3e tour, à la majorité relative, président du Conseil exécutif par l'Assemblée de Corse. Il prête un serment en corse sur la Giustificazione della rivoluzione di Corsica de Gregorio Salvini. Il démissionne de sa fonction de maire, où il est remplacé par son ancien adjoint, Pierre Savelli, le 7 janvier 2016, mais il continue toutefois à y siéger en tant que conseiller municipal. Il démissionne également de sa fonction de conseiller territorial car lorsqu'il est élu président ou conseiller du conseil exécutif, un membre de l'assemblée de Corse doit démissionner de son mandat dans un délai d'un mois.

#### Élection territoriale corse de 2017
À l'issue des élections territoriales de 2017, Pè a Corsica confirme et renforce sa majorité au sein de l'Assemblée de Corse. La formation arrive en tête avec 56,46 % des suffrages exprimés au second tour comptabilisant 41 sièges. Il est élu le 2 janvier 2018 au conseil exécutif de Corse.
Le 2 janvier 2018, sa liste est réélue au conseil exécutif de Corse en obtenant 42 voix sur 63 alors que la majorité Pè a Corsica est de 41.

#### Élections régionales de 2021
Les élections régionales de 2021 ont vu une nette victoire de Gille Simeoni et de sa liste Fà popolu Inseme malgré les divisions internes au sein du front nationaliste qui, quelques semaines avant le scrutin, ont conduit à la fin de la coalition Pè a Corsica. Après avoir obtenu 29,10% au premier tour, le président sortant a réussi à vaincre le candidat de droite Laurent Marcangeli avec 40,64% des voix, remportant 32 sièges sur 63 disponibles.

## Synthèse des résultats électoraux

### Élections législatives
| Année | Parti | Parti  | Circonscription       | 1er tour | 1er tour | 1er tour | 2d tour | 2d tour | 2d tour |
| Année | Parti | Parti  | Circonscription       | Voix     | %        | Rang     | Voix    | %       | Issue   |
| ----- | ----- | ------ | --------------------- | -------- | -------- | -------- | ------- | ------- | ------- |
| 2007  |       | Divers | 2e de la Haute-Corse  | 5 324    | 13,50    | 3e       |         |         | Éliminé |
| 2012  |       | FaC    | 1re de la Haute-Corse | 8 121    | 24,73    | 2e       | 10 906  | 31,22   | Battu   |

### Élections territoriales
Les résultats ci-dessous concernent uniquement les élections où il est tête de liste.
| Année | Parti        | Parti     | Territoire | 1er tour | 1er tour | 1er tour | 2d tour | 2d tour | 2d tour | Sièges obtenus |
| Année | Parti        | Parti     | Territoire | Voix     | %        | Rang     | Voix    | %       | Rang    | Sièges obtenus |
| ----- | ------------ | --------- | ---------- | -------- | -------- | -------- | ------- | ------- | ------- | -------------- |
| 2010  |              | IPC (PNC) | Corse      | 24 057   | 18,40    | 2e       | 37 224  | 25,89   | 3e      | 11 / 51        |
| 2015  | FaC (PNC)    | 24 603    | Corse      | 17,62    | 2e       | 52 839   | 35,34   | 1er     | 24 / 51 |                |
| 2017  | FaC (CL-PNC) | 54 211    | Corse      | 45,36    | 1er      | 67 155   | 56,46   | 1er     | 41 / 63 |                |
| 2021  | FaC          | 39 246    | Corse      | 29,19    | 1er      | 55 548   | 40,64   | 1er     | 32 / 63 |                |

### Élections municipales
Les résultats ci-dessous concernent uniquement les élections où il est tête de liste.
| Année | Parti | Parti | Commune | 1er tour | 1er tour | 1er tour | 2d tour | 2d tour | 2d tour | Sièges obtenus | Sièges obtenus |
| Année | Parti | Parti | Commune | Voix     | %        | Rang     | Voix    | %       | Rang    | CM             | CC             |
| ----- | ----- | ----- | ------- | -------- | -------- | -------- | ------- | ------- | ------- | -------------- | -------------- |
| 2008  |       | SE    | Bastia  |          | 14,91    | 2e       |         | 25,00   | 2e      | /              | /              |
| 2014  | 5 481 | SE    | Bastia  | 32,34    | 2e       | 9 431    | 55,40   | 1er     | 34 / 43 | 16 / 20        |                |